# Stevie Brown
Stevie Christopher Brown (Dallas, 17 luglio 1987) è un giocatore di football americano statunitense che gioca nel ruolo di safety per i New York Giants della National Football League (NFL). Fu scelto al settimo giro (251º assoluto) del Draft NFL 2010 dai Oakland Raiders. Al college giocò a football alla Michigan University.

## Carriera professionistica

### Oakland Raiders
Brown fu scelto al settimo giro del Draft 2010 dagli Oakland Raiders. Il 22 luglio firmò un contratto quadriennale del valore di 1,82 milioni di dollari di cui 37.750 di bonus alla firma.
Il 4 settembre venne svincolato per poi esser messo il giorno dopo sulla squadra di allenamento. Il 19 settembre venne promosso nel roster ufficiale della squadra a causa dell'infortunio alla free safety Hiram Eugene. Debuttò nella NFL il 19 settembre 2010 contro i St. Louis Rams.
Il 21 settembre venne di nuovo svincolato per poi esser rifirmato il 23 con la squadra di allenamento. Rivenne inserito nel roster ufficiale il 26 dello stesso mese. Il 3 settembre 2011 venne definitivamente svincolato.

### Carolina Panthers
Il 4 settembre venne preso dagli svincolati dai Panthers ma dopo soli 3 giorni venne nuovamente svincolato.

### Indianapolis Colts
Il 20 settembre 2011 firmò un contratto di un anno con i Colts.

### New York Giants
Il 2 aprile 2012, Brown firmò un contratto annuale del valore di 540.000 dollari coi New York Giants. Nella settimana 8 della stagione 2012, Brown mise a segno due intercetti su Tony Romo nella vittoria in casa dei Dallas Cowboys. Altri due intercetti li mise a referto nella settimana 14 contro Drew Brees. La sua stagione si concluse al secondo posto nella NFL con 8 intercetti, oltre a 76 tackle e 2 fumble forzati e altrettanti recuperati.
L'11 marzo 2013 firmò un nuovo contratto annuale del valore di 2,023 milioni di dollari.

## Vittorie e premi
- Nessuno

## Statistiche
| Partite totali      | 39  |
| Partite da titolare | 12  |
| Tackle totali       | 118 |
| Sack                | 0   |
| Intercetti          | 8   |
| Fumble forzati      | 2   |
| Fumble recuperati   | 2   |
| Passaggi deviati    | 11  |

Statistiche aggiornate alla stagione 2012